# Pomorskie Zakłady Przemysłu Skórzanego „Kobra”

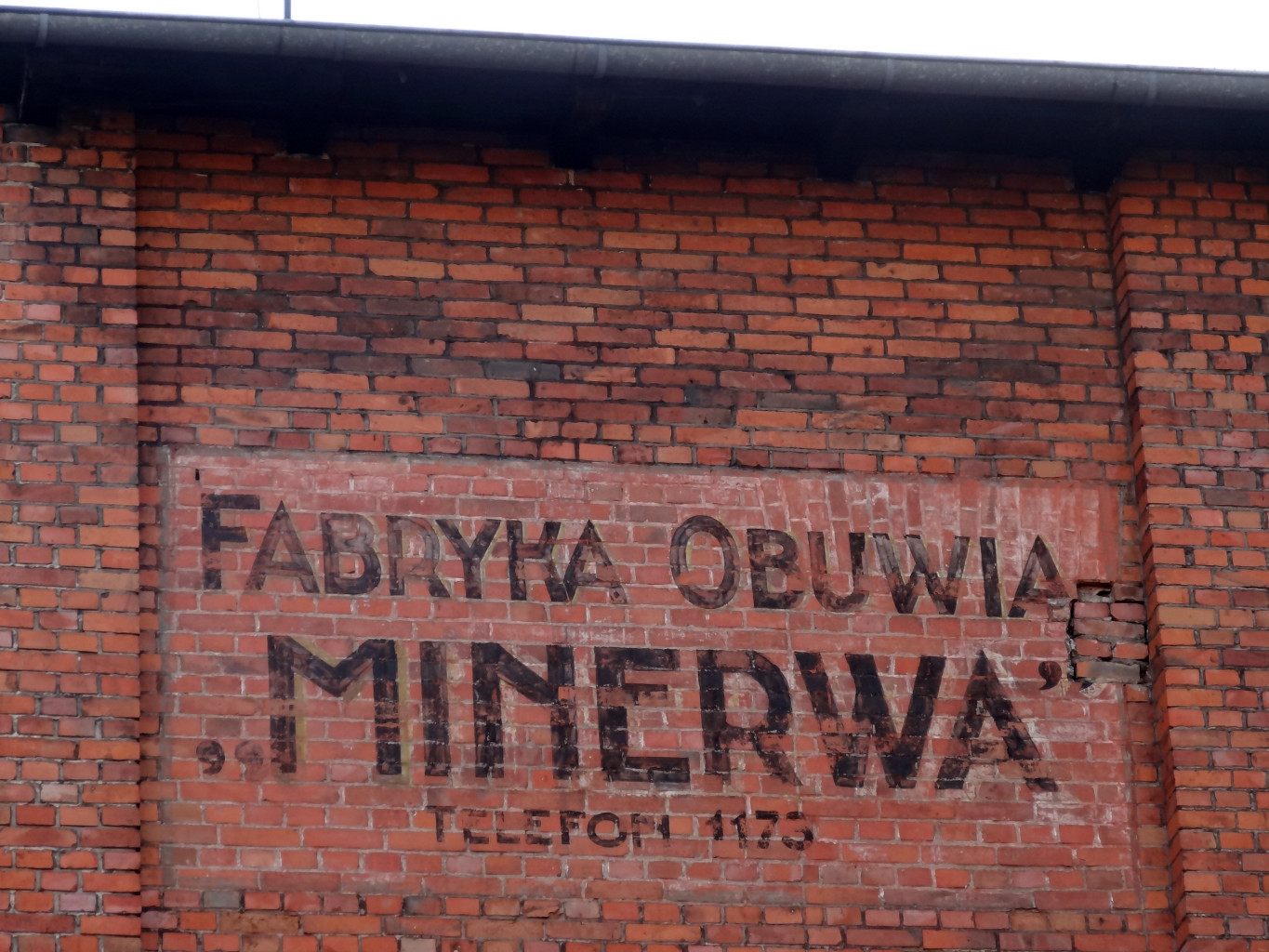
Fabryka Obuwia „Minerwa” przy ul. Chrobrego w Bydgoszczy, założona w 1922, po 1945 filia Bydgoskich Zakładów Obuwniczych „Kobra”

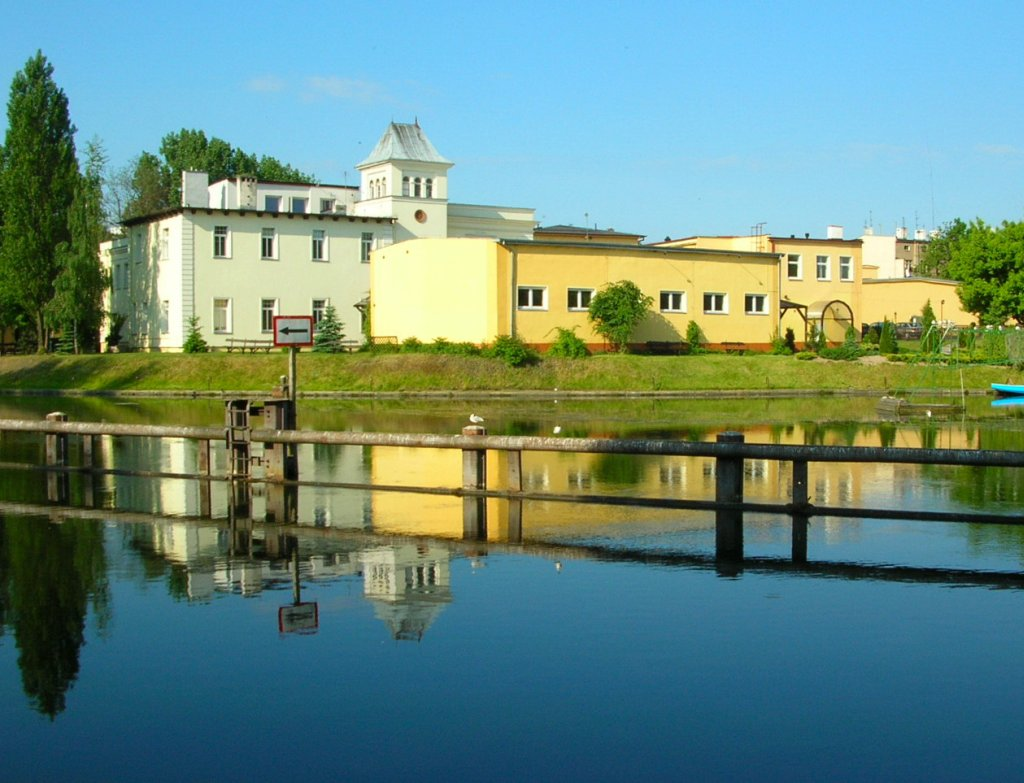
Dawna Garbarnia Buchholza, założona w 1845, od 1945 w strukturze Zakładów Obuwniczych „Kobra”

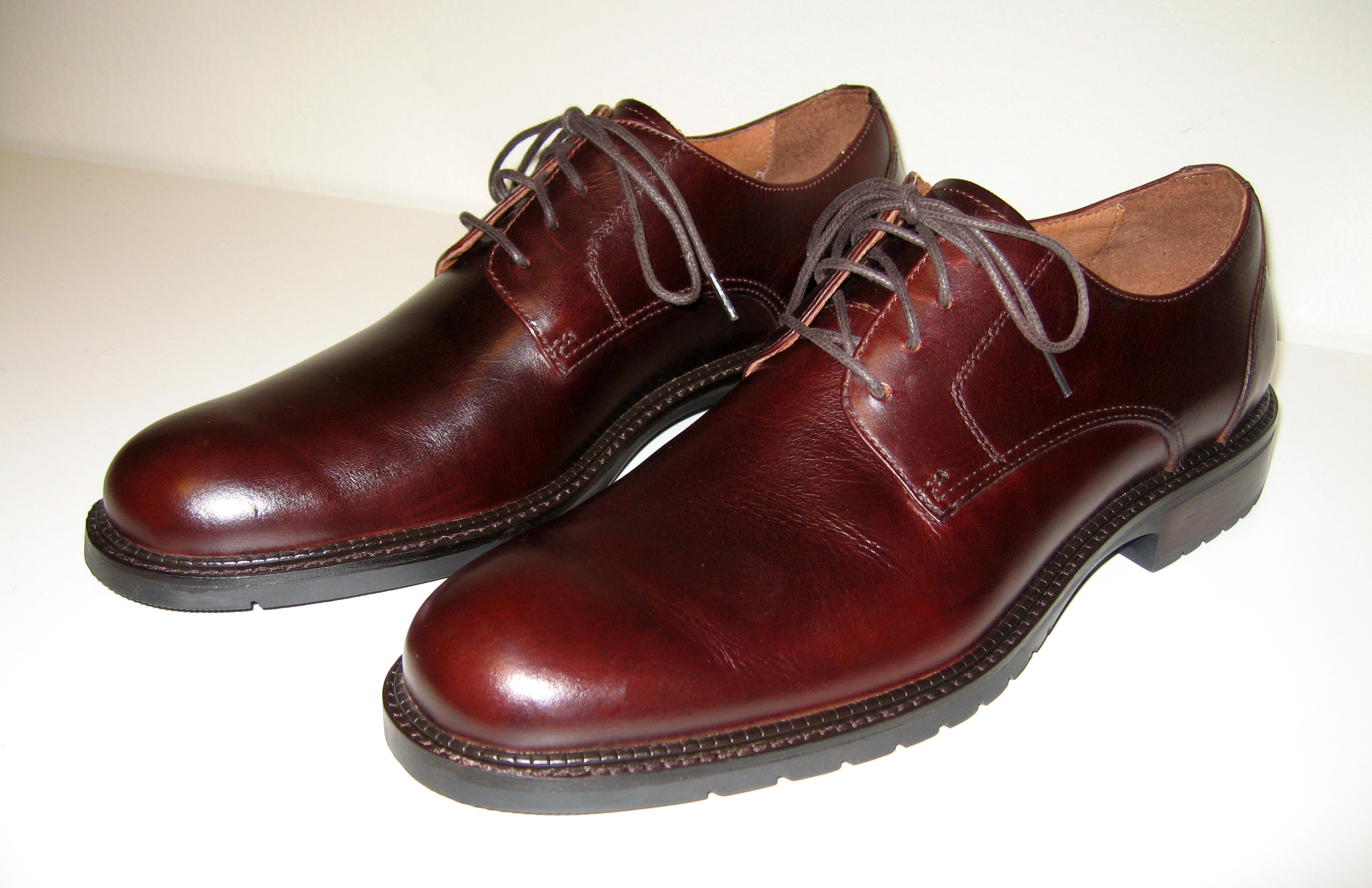
Obuwie męskie – główny produkt zakładu

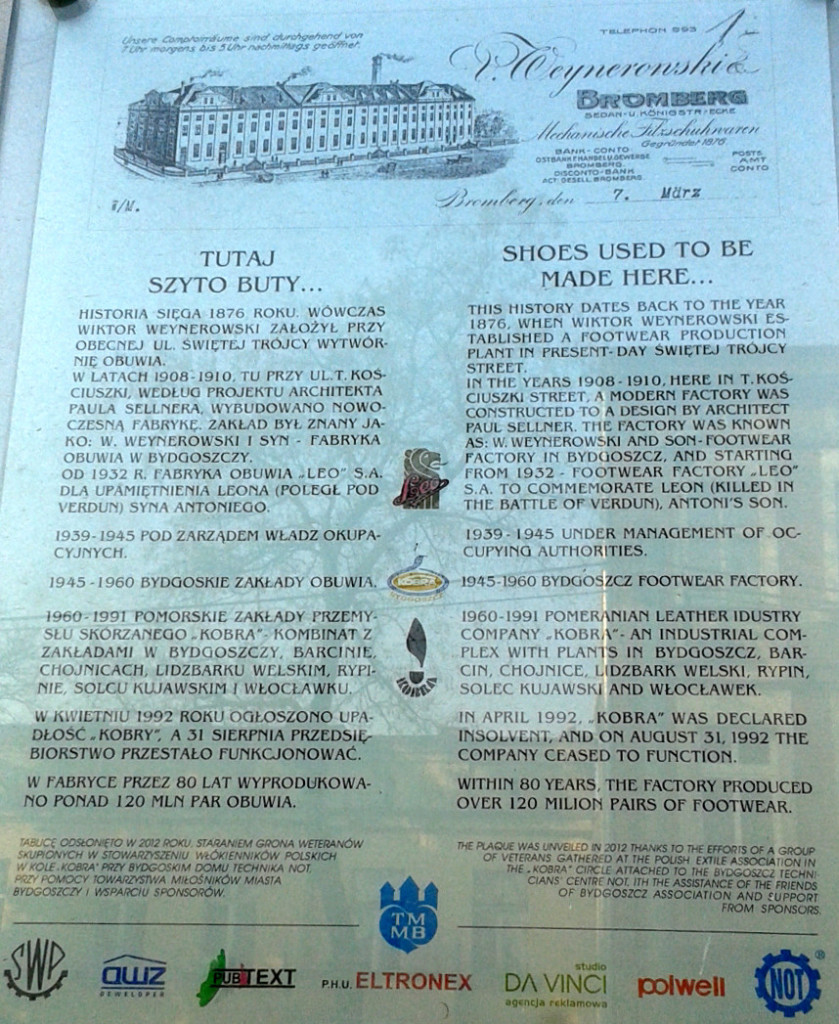
Tablica pamiątkowa zakładu przy ul. Kościuszki 27

Pomorskie Zakłady Przemysłu Skórzanego „Kobra” – przedsiębiorstwo z siedzibą w Bydgoszczy produkujące obuwie, działające w latach 1876–1992. Było jednym z największych tego typu przedsiębiorstw w Polsce.

## Charakterystyka
Przedsiębiorstwo wytwarzało obuwie skórzane, głównie męskie i dla służb mundurowych oraz wykonywało usługi w zakresie produkcji i napraw wyrobów skórzanych.

## Historia

### Okres pruski
Historia fabryki sięga 1876 roku, kiedy Wiktor Weynerowski założył wytwórnię obuwia filcowego. Rodzinna firma rozwijała się w budynkach przy ul. św. Trójcy nabytych po byłej fabryce wyrobów opatrunkowych Byringa. Od 1891 firmę prowadził ojciec z synem Antonim Weynerowskim, zatrudniając kilkanaście osób. W 1906 właściciel zakupił działkę przy ul. Chocimskiej w Śródmieściu Bydgoszczy, gdzie wybudował nowoczesny kompleks fabryczny według projektu architekta Paula Sellnera. W 1912 do trzykondygnacyjnego budynku z zapleczem socjalnym i windą towarową przeniesiono całą produkcję przedsiębiorstwa i 300 pracowników. Po śmierci założyciela w 1917, firmę prowadził jego syn Antoni Weynerowski. Surowca do produkcji obuwia dostarczała m.in. istniejąca od 1845 Fabryka Skór Ludwiga Buchholza Spółka Akcyjna w Bydgoszczy, która należała do największych fabryk skór na wschód od Łaby.

### Dwudziestolecie międzywojenne
W latach 20. XX w. zatrudnienie sięgało 200 osób, a produkcja dzienna 200 par obuwia skórzanego, pilśniowego, sportowego i pantofli. Do produkcji obuwia używano skór m.in. z garbarni Buchholza w Bydgoszczy, a do eleganckiego obuwia sprowadzano skóry z Anglii, Francji i Holandii. O 1929 firmą zarządzali synowie Antoniego Weynerowskiego – Henryk (inżynier) i Witold (prawnik i ekonomista). W 1932 firmę przekształcono w spółkę akcyjną pod nazwą „LEO”, co nawiązywało do imion najstarszego syna (poległego w bitwie pod Verdun) oraz żony Antoniego Weynerowskiego. W okresie wielkiego kryzysu produkcję ograniczono o 70%, a zatrudnienie o 80%. Od 1934 fabryka odnotowała znaczny rozwój zaliczając się do największych w Polsce przedsiębiorstw obuwniczych. Zatrudnienie sezonowo wzrastało do 400 osób, we wszystkich większych miastach Polski otwarto sklepy firmowe, a marka obuwia „LEO” znana była na rynku europejskim za sprawą dużego eksportu wyrobów. Logo marki przedstawiało stylizowaną głowę lwa. W Warszawie założono filię fabryki produkującą buty wojskowe oraz zakupiono grunty pod Mielcem, gdzie planowano budowę nowego zakładu na terenie Centralnego Okręgu Przemysłowego. Buty „Leo” jakością i poziomem produkcji konkurowały w Europie Środkowej z czeską fabryką obuwia „Bata”.
Fabryka wchłonęła niektóre mniejsze wytwórnie obuwnicze, lecz w Bydgoszczy ponadto funkcjonowały: Mechaniczna Fabryka Obuwia „Standard” (ul. Dolina, 100 zatrudnionych) oraz Fabryka Obuwia „Minerwa” Sigurski i Tucholski (zał. 1922, ul. Chrobrego, 400 par butów dziennie).

### Okres II wojny światowej
Po wkroczeniu Niemców do Bydgoszczy, fabryka została przejęta przez władze okupacyjne, a następnie skonfiskowana. Nowym właścicielem został bydgoski Niemiec Walter Krause. Jak większość fabryk, jej produkcję przestawiono częściowo na potrzeby armii niemieckiej. Rodzina Weynerowskich uciekła z Bydgoszczy przed represjami hitlerowskimi. 25 października 1939 w Brześciu nad Bugiem zmarł Antoni Weynerowski, Witold wraz z rodziną przedostał się do Holandii, a Henryk spędził kilka miesięcy w areszcie gestapo, skąd został zwolniony dzięki protekcji swoich byłych pracowników Niemców.

### Okres PRL
Po wyzwoleniu Bydgoszczy fabryka przeszła pod zarząd państwowy, a następnie została znacjonalizowana. W skład przedsiębiorstwa włączono majątek byłej garbarni Buchholza, jednego z największych w Polsce producentów skór, a ponadto wiele drobnych zakładów prywatnych o rodowodzie przedwojennym. W skład wielozakładowego przedsiębiorstwa wchodziły fabryki branży skórzanej i obuwniczej z całego województwa bydgoskiego: garbarnie w: Bydgoszczy, we Włocławku, Rypinie, Chojnicach, Lidzbarku koło Działdowa oraz zakłady obuwnicze w Bydgoszczy („Leo”, „Minerwa”, „Junak”, „Helios”), Barcinie i Solcu Kujawskim. W 1948 zatrudnienie w przedsiębiorstwie (Pierwsza Państwowa Fabryka Skór) wynosiło 246 osób, a w 1954 – 1674 osób, w tym 1050 kobiet. W latach 50. przedsiębiorstwo włączono do Zjednoczenia Przemysłu Skórzanego w Łodzi. W 1956 rozbudowano zakład przy Chocimskiej. Przy zakładzie działała szkoła zawodowa i Technikum Skórzane przy ul. Garbary.
W latach 60. XX w. większość maszyn i urządzeń była przestarzała i nie pozwalała na wprowadzanie nowoczesnych technologii. Przedsiębiorstwo było deficytowe ekonomicznie, na co wpływ miały sztywno skalkulowane ceny zbytu, niegospodarność oraz rozbudowana baza pozaprodukcyjna.
W latach 1975–1980 podjęto na szerszą skalę modernizację parku maszynowego w zakładach w Bydgoszczy i Solcu Kujawskim, gdzie wprowadzono importowane taśmy montażowe. Rozpoczęto produkcję butów systemem klejonym oraz na spodach poliuretanowych. Nie udało się natomiast przeprowadzić budowy nowego zakładu obuwniczego, który miał zastąpić stare wyeksploatowane obiekty oraz zmodernizować garbarni w Bydgoszczy i Włocławku, które z uwagi na wyziewy i lokalizację w centrach miast były uciążliwe dla środowiska. W zakładach „Kobra” panowały trudne warunki pracy z powodu ciasnoty starych, przedwojennych budynków fabrycznych, zagęszczenia maszyn, słabej wentylacji, wyziewów klejów, hałasu. W celu poprawy sytuacji lokalowej w latach 70. obok budynku produkcyjnego przy ul. Kościuszki postawiono m.in. biurowiec oraz nową halę produkcyjną. Główne magazyny przedsiębiorstwa znajdowały się przy ul. Gdańskiej 102. Fabryka należała do najbardziej sfeminizowanych zakładów w Bydgoszczy.
Wysoką starannością wykonania charakteryzowały się produkty przeznaczane na eksport, które kilkakrotnie przechodziły kontrolę jakości. Natomiast obuwie dostarczane do handlu wewnętrznego zazwyczaj miało obniżone parametry jakościowe, ponieważ wytwarzano je z niższej jakości skór. W 1976 reklamacje dotyczyły 26–33% wyprodukowanego obuwia. W latach 70. doskonalono technologie produkcji, które wykorzystywały importowane surowce i półfabrykaty. Obuwie przeznaczone dla kontrahenta z RFN wytwarzano pod nadzorem inżynierów niemieckich. Mimo tego jedynie 22% partii produkcyjnej zdołało wypełnić zachodnioniemieckie normy jakościowe. Buty „Kobry” bez trudu sprzedawano w kraju, gdzie panowała tzw. gospodarka niedoboru. Marka zakładu była znana i ceniona w Polsce i krajach socjalistycznych. Buty chwalono za trwałość i design. Przed sklepem firmowym „Kobry” przy ul. Gdańskiej 62, gdzie sprzedawano m.in. tzw. odrzuty z eksportu, stały kolejki klientów nie tylko z Bydgoszczy.
W latach 70. i 80. produkowano głównie obuwie męskie w klasycznym wzornictwie. Fabryka produkowała ok. 13 tys. par butów dziennie, w tym 1600 par dla służb mundurowych (PKP, Państwowa Straż Pożarna, MO i ZOMO). Stałymi odbiorcami zagranicznymi był ZSRR oraz Wielka Brytania, do której w latach 70. wysyłano 53% produkcji z zakładu w Solcu Kujawskim. Mniejsze ilości obuwia wysyłano na eksport do RFN, Francji, Holandii, Afganistanu, Kuwejtu, Barbadosu, Angoli, Libii i Ghany. Obywatele PRL często wywozili obuwie „Kobry” za granicę (do ZSRR, na Węgry), gdzie w ramach handlu wymiennego uzyskiwano deficytowe w Polsce towary (złoto, kolorowe telewizory, swetry, zegarki elektroniczne itp.)

### Upadek przedsiębiorstwa
W 1991 r., w warunkach gospodarki rynkowej, konkurencji taniego obuwia z Dalekiego Wschodu i załamania eksportu do ZSRR, przedsiębiorstwo obciążone rozległą infrastrukturą i liczną załogą znalazło się w trudnej sytuacji ekonomicznej. Związki zawodowe nie chciały dopuścić do redukcji załogi, nie przeprowadzono komercjalizacji, ani prywatyzacji przedsiębiorstwa. W kwietniu 1992 ogłoszono upadłość PZPS „Kobra”, a 31 sierpnia przedsiębiorstwo zaprzestało działalności i zwolniło całą załogę. W 2006 r. PZPS „Kobra” została wykreślona z Krajowego Rejestru Sądowego.
We wrześniu 2012 roku, w 100. rocznicę powstania i 20. rocznicę upadku przedsiębiorstwa, z inicjatywy Towarzystwa Miłośników Miasta Bydgoszczy, nad bramą fabryki przy ul. Kościuszki 27 odsłonięto tablicę pamiątkową
Od 2013 roku grupa byłych pracowników zakładu zgromadziła eksponaty (narzędzia i urządzenia służące do produkcji obuwia, najróżniejsze pamiątki i dokumenty, elementy obuwnicze, formy, wykrojniki) i przekazała je do izby pamięci polskiego przemysłu skórzanego, która znajduje się na terenie byłego zakładu „Kobry” przy ul. Garbary (campus WSG).

### Nazwy
- 1876-1891 – W. Weynerowski – Fabryka Obuwia w Bydgoszczy
- 1891-1929 – W. Weynerowski i Syn – Fabryka Obuwia w Bydgoszczy
- 1929-1932 – W. Weynerowski i Syn Jawna Spółka Handlowa, Fabryka Obuwia w Bydgoszczy
- 1932-1939 – „LEO” Fabryka Obuwia Spółka Akcyjna
- 1939-1945 – „LEO” Schuhfabrik A.G. Bromberg
- 1945-1960 – Bydgoskie Zakłady Obuwia[20] (w jego składzie Państwowa Fabryka Skór)
- 1960-1992 – Pomorskie Zakłady Przemysłu Skórzanego „Kobra”[20]

## Ciekawostki
- Przez 80 lat (1912-1992) w fabryce „Leo”, potem „Kobra” wyprodukowano 120 milionów par obuwia[20];
- W okresie największej świetności wielozakładowe przedsiębiorstwo „Kobra” zatrudniało około 4000 pracowników (w tym 3 tys. w Bydgoszczy) oraz produkowało 3 miliony par butów rocznie[16];
- Na terenie byłej garbarni Buchholza w Bydgoszczy (od 1945 w filia „Kobry”) znajduje się campus Wyższej Szkoły Gospodarki;
- Przy ul. Kopernika 4 na osiedlu Sielanka znajduje się willa współwłaściciela fabryki „LEO” Witolda Weynerowskiego; dom wybudowano w stylu holenderskim, gdyż żona Witolda była Holenderką[24];
- Dawne magazyny „Kobry” przy ul. Gdańskiej 102 w latach 90. XX w. przerobiono na mieszkania[12];
- Reklama prasowa zakładu z lat 80. XX w. brzmiała: „Pomorskie Zakłady Przemysłu Skórzanego „Kobra” w Bydgoszczy polecają wygodne, w szerokim asortymencie, atrakcyjne obuwie męskie ze skór naturalnych na spodach poliuretanowych, gumowych i PCV. Życzymy miłych zakupów w naszym sklepie firmowym przy ul. Al. 1 Maja 62 w Bydgoszczy”[25];
- Pierwotną nazwą zakładów Kobra miała być Pomerania[26].